# 阿姆斯特丹東

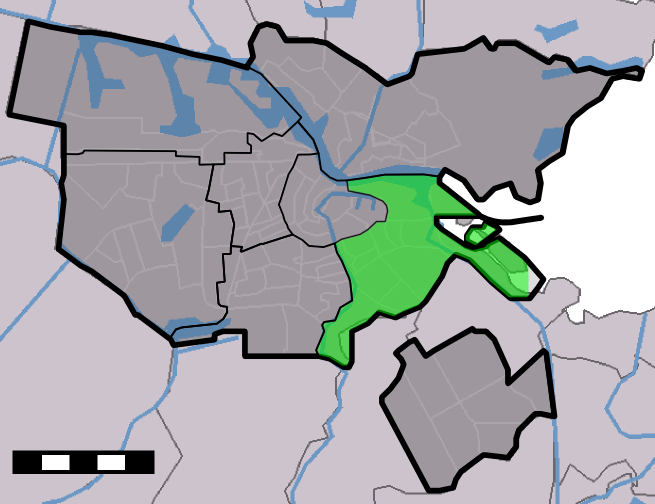
阿姆斯特丹東的位置

阿姆斯特丹東（Amsterdam-Oost）是荷蘭阿姆斯特丹的一個地區，創建於2010年5月，由Zeeburg和Oost-Watergraafsmeer區合併而成。2013年，阿姆斯特丹東區有人口約12.3萬人。

## 外部連結
- 维基导游上有關Amsterdam-Oost的旅行指南
- Borough of Amsterdam-Oost （页面存档备份，存于）

52°21′10″N 4°55′50″E / 52.35278°N 4.93056°E